# Bart Caron
Pour les articles homonymes, voir Caron.
Bart Caron est un homme politique belge flamand, né à Wervicq le 31 juillet 1955. Il fut membre de Spirit jusqu'au 19 janvier 2009. Le 3 février 2009 fut annoncé son ralliement à Groen.
Après une formation d'assistant social à l'Institut de formation psycho-sociale de Courtrai, Bart Caron passe une licence de sciences sociales et culturelles du travail éducatif à la Vrije Universiteit Brussel. Il devient coordinateur régional du conseil du bien-être à Courtrai de 1978 à 1980 puis travaille en tant qu'assistant au sein de l'association politique de la culture, de la jeunesse et du sport des villes et communes flamandes de 1996 à 1999.

## Carrière politique
- chef du cabinet ministèriel flamand de la coopération du développement, de la jeunesse et de la culture ainsi que des affaires internes à Bruxelles de Bert Anciaux de 1999 à 2002
- chef du cabinet ministèriel flamand des affaires intérieures, des affaires de la fonction publique et de la politique urbaine de Paul Van Grembergen de 2002 à 2004.
- conseiller communal à Courtrai (2007-)
- député au Parlement flamand depuis le 22 juillet 2004